# Werner Josten
Werner Erich Josten est un compositeur américain d'origine allemande né le 12 juin 1885 à Elberfeld (Empire allemand) et mort le 6 février 1963 à New York. 

## Biographie
Werner Josten a étudié à Munich avec Rudolf Siegel et à Genève avec Émile Jaques-Dalcroze, et émigra pour les États-Unis en 1920 ou 1921. Il fut naturalisé et enseigna au Smith College à Northampton (Massachusetts) de 1923 à 1949, où il eut notamment comme étudiant Audrey Kooper Hammann. Le Werner Josten Performing Arts Library du Smith College est nommé en son honneur.
Il est connu pour son poème symphonique Jungle (1928), qui est inspiré par la musique africaine. Il a aussi réalisé la première exécution scénique de L'Orfeo aux États-Unis, le 11 mai 1929.